# Гамбург-Брамфельд
Брамфельд (нім. Bramfeld) — частина району Вандсбек вільного та ганзейського міста Гамбург. У цій частині міста проживає близько 50000 мешканців. Колишнє село Геллброк також належить Брамфельду. Колишнє село Брамфельд стало частиною Гамбурга лише в 1937 році.